# Clemens Kalischer
Clemens Kalischer (Lindau, 30 marzo 1921 – Lenox, 9 giugno 2018) è stato un fotografo statunitense.

## Biografia
Nacque in una famiglia ebrea intellettuale: suo padre era psicoanalista e amante delle arti, fattori che influenzarono la sua sensibilità visiva.  Con l’ascesa di Hitler, nel 1933 la famiglia fuggì in Francia passando per la Svizzera. Nel 1939 fu internato dalle autorità francesi in otto campi di lavoro: sopravvisse riuscendo miracolosamente a riunirsi alla sua famiglia. Grazie all’intervento di Varian Fry, Anna Freud e la principessa Marie Bonaparte, la famiglia riuscì a fuggire negli Stati Uniti nel 1942. 
All’arrivo a New York, iniziò come “copy‑boy” all’Agence France‑Presse. In un’occasione fu incaricato di fotografare la nave SS Normandie verso la rottamazione—lo scatto fu così riuscito che avviò la sua carriera da fotografo. Studiò arte presso la Cooper Union e fotografia alla New School for Social Research. Frequentò anche il laboratorio del Photo League, fondato tra gli altri dalla fotografa Berenice Abbott.
Nel 1951 si trasferì a Stockbridge, Massachusetts, dove visse per il resto della vita. Nel 1956 sposò Angela Wottitz e ebbero due figlie.
Nel 1965 fondò The Image Gallery (poi Image Photos), una galleria a Stockbridge destinata a promuovere artisti emergenti; galleria che oggi continua a operare.

## Media e temi
Come fotografo freelance, collaborò con numerose testate di rilievo, tra cui The New York Times, Newsweek, Life, Time, Fortune, Du, The Sun, Yankee, e molte altre pubblicazioni americane e internazionali.
I suoi temi spaziarono dalla musica (ad esempio il Marlboro Music Festival), alle arti visive, all’architettura, all’agricoltura (incluso il movimento slow food), alla natura, ai ritratti, in ambienti urbani e rurali sia negli Stati Uniti che all’estero.
Realizzò una serie storica sul tema dei "displaced persons" (rifugiati europei sopravvissuti alla Seconda Guerra Mondiale) che arrivavano a New York nel 1947–48: il suo lavoro più celebre.
Il suo talento lo portò presto a collaborare con artisti importanti come Edward Steichen e a partecipare alla celebre mostra The Family of Man (1955) del MoMA.
Alla sua attività artistica affiancò un Impegno sociale. Fu tra i fondatori del primo progetto di Community Supported Agriculture (CSA) negli Stati Uniti, attivo nella promozione dell’agricoltura locale e della sostenibilità. Partecipò all’associazione One by One, che incoraggia il dialogo e la riconciliazione tra sopravvissuti all’Olocausto e le generazioni successive.

### Tematiche italiane
Clemens Kalischer ha fotografato il Piemonte, studiando la vita rurale della provincia di Cuneo. Nel 1996, il Museo Nazionale della Montagna di Torino ospitò una sua mostra personale intitolata La montagna dell’esodo. Racconti fotografici di Clemens Kalischer, dedicata ai suoi reportage in contesti alpini e ai temi dell’esodo.

## Collezioni e riconoscimenti
Opere di Kalischer sono conservate in importanti collezioni pubbliche, tra cui il Museum of Modern Art (MoMA) di New York, il Metropolitan Museum of Art di New York, il Museum of Jewish Heritage, l'International Center of Photography, la Tate di Londra, la Library of Congress e la Diaspora Museum di Tel Aviv.